# Il vile
Il vile è il secondo album del gruppo italiano Marlene Kuntz, pubblicato il 26 aprile 1996.

## Descrizione
Le registrazioni iniziano a fine novembre 1995 e terminano a febbraio 1996.
Il 26 aprile esce Il vile e, come per il precedente Catartica, il tour di supporto inizia quasi subito e finisce nel febbraio 1997.
Durante quei concerti si registra un home video, Petali di candore. Oltre alle canzoni registrate dal vivo, estratte da entrambi gli album pubblicati, vi sono anche parti della vita in tour.
L'arrivo del nuovo bassista Dan Solo, di estrazione metal, incide sul suono del gruppo, che si fa più cupo, ad esempio in brani come 3 di 3, L'agguato, Cenere e Overflash. Nell'album non mancano tuttavia le ballate, tra cui Come stavamo ieri e Ti giro intorno. Da segnalare anche Ape Regina e le sonorità di Retrattile, L'Agguato e Il vile, canzone che dà il titolo all'album.
L'album è presente alla posizione numero 68 nella classifica dei 100 dischi italiani più belli secondo Rolling Stone Italia.

## Tracce
Testi di Cristiano Godano, musiche di Marlene Kuntz.
1. 3 di 3 – 4:43
2. Retrattile – 4:00
3. L'agguato – 5:05
4. Cenere – 3:18
5. Come stavamo ieri – 4:46
6. Overflash – 3:57
7. Ape Regina – 6:28
8. L'esangue Deborah – 4:54
9. Ti giro intorno – 4:33
10. E non cessa di girare la mia testa in mezzo al mare – 2:53
11. Il vile – 5:30

## Formazione
- Cristiano Godano – voce, chitarre
- Riccardo Tesio – chitarre
- Dan Solo – basso
- Luca Bergia – batteria, cori